# Терера рожеводзьоба
Тере́ра рожеводзьоба (Spizocorys conirostris) — вид горобцеподібних птахів родини жайворонкових (Alaudidae). Мешкає в Південній Африці.

## Опис
Довжина птаха становить 12-13 см, з яких від 3,8 до 4,5 см припадає на хвіст. Довжина дзьоба становить 1,1-1,55 см. Виду не притаманний статевий диморфізм. Верхня частина голови і спина рудувато-коричневі,легко поцятковані темними смужками. Верхні покривні пера хвоста дещо світліші, смужки на них відсутні. Бічні сторони шиї коричневі, поцятковані темними смугами. Навколо очей білуваті кільця, над очима білі "брови", черед очі проходять темні смуги, скроні коричневі. Підборіддя і горло білі, решта нижньої частини тіла рудувато-коричнева, груди поцятковані темно-коричневими краплеподібними плямками. Махові пера коричневі, з білуватими або охристими смужками. Стернові пера коричневі. Дзьоб рожевий або охристий, конічної форми. Очі червонуваті або жовтувато-коричневі.

## Підвиди
Виділяють шість підвидів:
- S. c. damarensis Roberts, 1922 — північно-західна Намібія (від річки Свакоп до Овамболенду);
- S. c. crypta (Irwin, 1957) — північно-східна Ботсвана (западина Макгадікгаді);
- S. c. makawai (Traylor, 1962) — західна Замбія;
- S. c. harti (Benson, 1964) — південно-західна Замбія;
- S. c. barlowi Roberts, 1942 — південна Намібія, південна Замбія і північний захід ПАР;
- S. c. conirostris (Sundevall, 1850) — південно-східна Ботсвана, ПАР і північний захід Лесото.

## Поширення і екологія
Рожеводзьобі терери мешкають в Намібії, Ботсвані, Замбії, Південно-Африканській Республіці і Лесото. Вони живуть в саванах, на луках, полях і на пасовищах. Живляться насінням і безхребетними, шукають їжу на землі. Під час сезону розмноження зустрічаються поодинці або парами, в негніздовий період можуть утворювати невеликі зграйки.
Сезон розмноження триває з листопада по січень. Рожеводзьобі терери, як і більшість жайворонків, розміщують гніздо на землі, ховають його серед трави. В кладці від 1 до 3 зеленуватих яєць, поцяткованих темно-коричневими плямками, вагою 1,8 г. Інкубаційний період триває 12 днів.